# Вила-Соэйру
Вила-Соэйру (порт. Vila Soeiro)  —  населённый пункт и район в Португалии,  входит в округ Гуарда. Является составной частью муниципалитета  Гуарда. По старому административному делению входил в провинцию Бейра-Алта. Входит в экономико-статистический  субрегион Бейра-Интериор-Норте, который входит в Центральный регион. Население составляет 58 человек на 2001 год. Занимает площадь 5,31 км².